# (29076) 1972 TR8
(29076) 1972 TR8 es un asteroide perteneciente al cinturón de asteroides, descubierto el 4 de octubre de 1972 por Luboš Kohoutek desde el Observatorio de Hamburgo-Bergedorf, Hamburgo, Alemania.

## Designación y nombre
Designado provisionalmente como 1972 TR8.

## Características orbitales
1972 TR8 está situado a una distancia media del Sol de 2,565 ua, pudiendo alejarse hasta 3,002 ua y acercarse hasta 2,128 ua. Su excentricidad es 0,170 y la inclinación orbital 12,56 grados. Emplea 1500,80 días en completar una órbita alrededor del Sol.

## Características físicas
La magnitud absoluta de 1972 TR8 es 13,7.